# Else Christensen
Else Christensen (1913 – 2005) va ser una defensora danesa del nou moviment religiós pagà modern i del etenisme. Va establir una organització pagana coneguda com la Germandat Odinista als Estats Units, on va viure gran part de la seva vida. Ideòloga tercerposicionista, va defensar l'establiment d'una societat anarcosindicalista composta per comunitats racialment àries.
Nascuda com a Else Ochsner a Esbjerg, Dinamarca, Christensen va desenvolupar les seves simpaties anarcosindicalistes mentre vivia a Copenhaguen. Des d'aquesta posició es va apropar a la facció nacionalbolxevica strasserita del Partit Nacional Socialista Obrer de Dinamarca, que combinava un èmfasi d'extrema dreta en la raça amb un enfocament d'esquerres a l'economia. El 1937, es va casar amb el seu company activista nazi danès Aage Alex Christensen; tanmateix, a causa de les seves lleialtats nacionalbolxeviques, van ser sotmesos a un fort escrutini durant l'⁣ocupació alemanya de Dinamarca durant la Segona Guerra Mundial. Després de la guerra es van traslladar a Anglaterra i després al Canadà, establint-se a Toronto el 1951. Mentre mantenia correspondència amb diversos activistes d'extrema dreta, va trobar els escrits de l'ideòleg d'extrema dreta estatunidenc Francis Parker Yockey i de l'odinista australià Alexander Rud Mills, i tots dos van tenir una profunda influència en ella.
Christensen creia que els jueus controlaven l'establishment sociopolític occidental i considerava que això impediria el creixement de qualsevol moviment explícitament polític per difondre la consciència racial entre aquells que considerava aris. En canvi, creia que el paganisme – religió pagana que anomenava "odinisme" – representava la millor manera de difondre aquesta consciència racial. El 1969, Christensen i el seu marit van fundar un grup anomenat The Odinist Fellowship. Alex va morir el 1971 i Christensen va continuar la seva feina, traslladant-se als Estats Units. Aquell any va començar a publicar un butlletí anomenat The Odinist, que va continuar durant molts anys. El 1993 va ser empresonada per tràfic de drogues, tot i que va sostenir que havia estat utilitzada com a mula de la droga sense el seu coneixement. En ser alliberada, va ser deportada al Canadà, on va viure a l'illa de Vancouver durant els seus últims anys.
Christensen va exercir una influència significativa sobre el moviment odinista d'orientació racial, guanyant-se el sobrenom de "Mare del Poble" dins d'aquesta comunitat. La seva vida i activitats han estat discutides en diversos estudis acadèmics sobre l'odinisme i l'extrema dreta a Amèrica del Nord per acadèmics com Nicholas Goodrick-Clarke, Mattias Gardell i Jeffrey Kaplan.

## Biografia

### Primers anys de vida: 1913–1968
Christensen va néixer com a Else Oscher el 1913 a Esbjerg, a l'oest de Dinamarca. Es va convertir en teixidora professional i el 1933 es va traslladar a Copenhaguen. Allà, va abraçar l'anarcosindicalisme i es va convertir en seguidora de l'ideòleg anarcosindicalista Christian Christensen. Exposada als diversos grups radicals rivals tant de l'extrema dreta com de l'extrema esquerra, va estar sota la creixent influència de l'ala strasserita dins del Partit Nacionalsocialista Obrer de Dinamarca (DNSAP), un grup que havia abraçat la ideologia nazi del Partit Nazi d'Alemanya. El 1937 es va casar amb el tallador de fusta i sindicalista Aage Alex Christensen, que havia servit com a lloctinent principal del líder del DNSAP Cay Lembcke. Els Christensens es van associar amb la facció strasseriana nacionalbolxevica del partit, però Aage va formar part de la facció expulsada quan Frits Clausen va prendre el control.

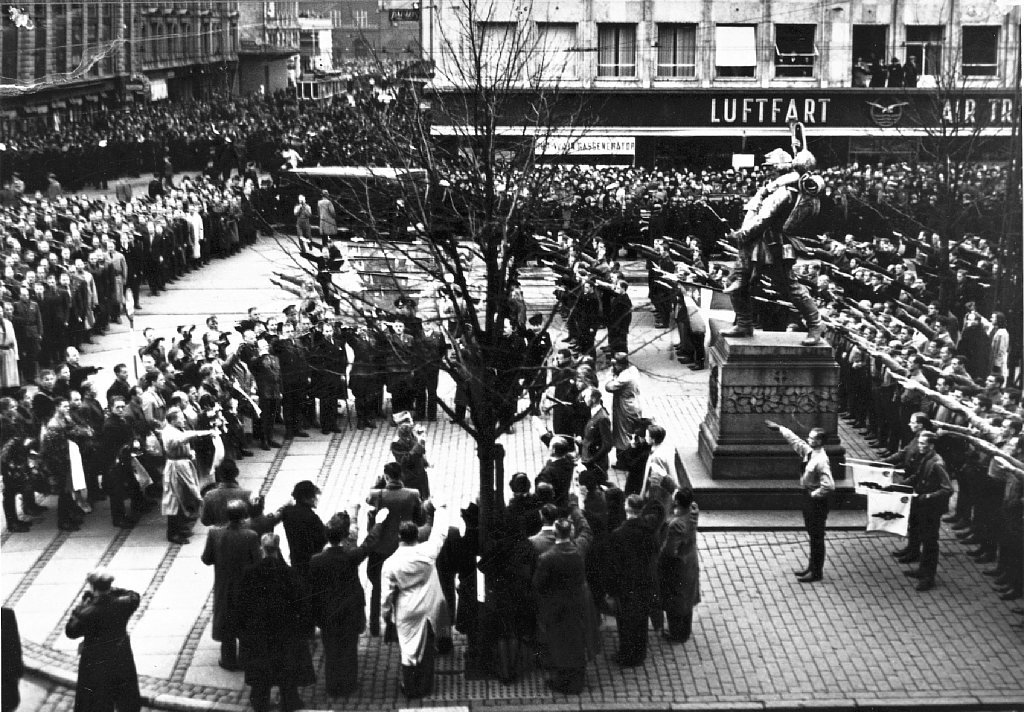
Una manifestació del DNSAP, amb la qual Christensen estava involucrada.

Després de la invasió alemanya de Dinamarca el 1940, tant Else com Aage van ser arrestats per la seva implicació en cèl·lules armades nacionalbolxevistes. Christensen va ser alliberada després de tres dies d'interrogatori, però Aage va ser condemnada per possessió il·legal d'armes i detinguda durant sis mesos. En aquell moment, Christensen va convèncer el cosí del seu pare, que era ministre de Justícia, que Aage havia de ser alliberada. Després del final de la Segona Guerra Mundial, la parella va deixar Dinamarca per anar a Anglaterra. El 1951 van emigrar al Canadà, on es van establir a Toronto⁣. Allà Elsa va treballar en diversos hospitals, una vocació que va conservar durant tota la seva vida.
Mantenint un interès pel radicalisme basat en la classe i la raça, va establir contactes amb diversos activistes d'extrema dreta als veïns Estats Units, incloent-hi Willis Carto i James K. Warner, aquest últim l'organitzador novaiorquès del Partit Nazi Americà. Warner havia intentat anteriorment establir l'odinisme com una ala religiosa del moviment nazi americà, però com que va creure que això havia estat un fracàs, va donar a Christensen tot el material que li quedava sobre l'odinisme. Va ser en aquest material que Christensen va trobar la Crida de la Nostra Antiga Religió Nòrdica, un pamflet escrit per l'odinista australià Alexander Rud Mills. Tot i que Christensen creia que moltes de les idees de Mills estaven massa influenciades per la maçoneria per al seu gust, va estar profundament influenciada per les seves idees i la reactivació del culte a les antigues deïtats nòrdiques. El seu enfocament a la comprensió d'aquestes deïtats estaria molt influenciat per la psicologia junguiana, creient que les deïtats nòrdiques estaven codificades en un inconscient col·lectiu de la raça blanca.
També va rebre influència dels escrits del teòric estatunidenc d'extrema dreta Francis Parker Yockey, en particular la seva obra Imperium de 1962, en què lamentava la derrota de l'Alemanya nazi i la culpava de la influència dels jueus a Europa i als Estats Units Influenciada per Yockey, Christensen va arribar a creure que la cultura ària havia arribat a la seva "fase de senilitat", personificada per les ideologies del cristianisme, el comunisme i el capitalisme, la creença que tots els éssers humans són iguals i l'erosió internacionalista de les diferents cultures de les diferents races. També va llegir La decadència d'Occident d'⁣Oswald Spengler, tot i que va rebutjar la visió pessimista de Spengler que aquesta decadència era terminal, opinant, en canvi, que la civilització ària podria rejovenir-se mitjançant l'adopció d'una nova religió: l'odinisme. Considerava que l'odinisme era una religió que tenia una relació natural i intrínseca amb el que percebia com una raça del nord d'Europa, afirmant que la "font principal" de la fe era "biològica: la seva gènesi és en la nostra raça, els seus principis codificats en els nostres gens". També creia que aquest odinisme havia d'utilitzar noms nòrdics per a les deïtats en lloc d'anglosaxons o teutons per tal d'evitar l'animositat de la postguerra entre Anglaterra i Alemanya.

### Germandat Odinista: 1969–2005
| «                        | (anglès) We, as Odinists, shall continue our struggle for Aryan religion, Aryan freedom, Aryan culture, Aryan consciousness and Aryan self-determination. | (català) Nosaltres, com a odinistes, continuarem la nostra lluita per la religió ària, la llibertat ària, la cultura ària, la consciència ària i l'autodeterminació ària. | » |
| — Else Christensen, 1985 | | |   |

Christensen va establir la Odinist Fellowship el 1969, i aleshores tenia la seu des de la seva casa mòbil a Crystal River, Florida. L'especialista acadèmic d'extrema dreta Jeffrey Kaplan la va qualificar de "la primera expressió organitzativa de l'odinisme racialista als Estats Units", mentre que l'acadèmica en estudis religiosos Stefanie von Schnurbein va assenyalar que Christensen va crear la seva versió de l'odinisme com "un vehicle discret per establir la seva agenda racial cultural pessimista, antisemita i radical sota un mantell religiós". El 1971, el seu marit va morir, després de la qual cosa va començar a centrar-se més plenament en les seves activitats odinistes. Va començar a fer gires per Amèrica del Nord per promoure l'odinisme, i l'agost de 1971 va publicar el primer número de la seva pròpia revista, The Odinist, que va obrir amb el lema "Nous valors del passat". The Odinist es va centrar molt en temes de dretes, i Kaplan va assenyalar que els comentaris sobre idees de dretes, notícies contemporànies i idees antisemites eren "comunicació habitual" a les seves pàgines, mentre que les discussions explícites sobre la teologia odinista o els textos nòrdics antics eren "poques i distants". La periodista pagana Margot Adler va considerar que The Odinist era "francament racista, tot i que probablement haurien preferit el terme 'racialista'".
Christensen creia que l'odinisme era l'eina ideal per a l'avanç de la consciència racial ària, expressant la seva opinió que l'establishment controlat pels jueus no li permetria fer-ho d'una manera més explícita, afirmant que "No es pot repetir l'error que va cometre Hitler [d'atacar explícitament els jueus]"... Tothom sap que els jueus governen tot el món maleït, així que no es pot lluitar contra el seu poder combinat. Cal anar amb compte.". Diversos lectors de The Odinist van escriure cartes a la revista expressant la seva desaprovació pel que percebien com el suport dels editors al nazisme, a la qual cosa Christensen va respondre públicament que aquestes acusacions eren "el tret més barat que es pot dirigir contra qualsevol que trobi alguna cosa positiva a dir sobre... el Nacionalsocialisme... o que simplement desitgin un cert grau d'objectivitat en tractar aquest moviment greument difamat.".
A principis dels anys setanta, Christensen va entrar en contacte amb Valgard Murray i Elton Hall, pagans que dirigien una família a Arizona, i el 1976 el seu grup seria el primer a ser certificat per la Odinist Fellowship. A principis dels anys vuitanta va establir un programa d'extensió a les presons amb l'esperança d'atreure persones empresonades a l'odinisme, aconseguint així el reconeixement legal de l'odinisme com a religió de l'estat de Florida. A les presons, la Odinist Fellowship organitzava quatre festivals estacionals a l'any que estaven marcats amb festivals pagans anomenats sumbel i commemoraven l'aniversari de Hitler.

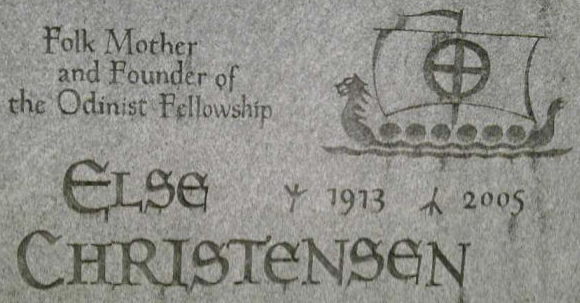
El nom d'Else Christensen a la làpida de la seva tomba

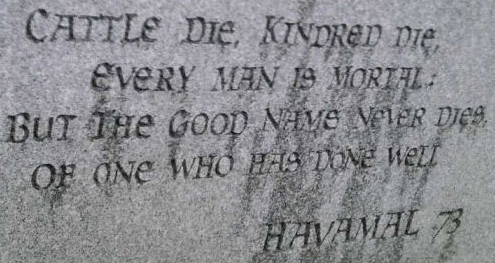
Detall de la làpida a la tomba d'Else Christensen.

El 1993, Christensen va ser arrestada, jutjada i condemnada a cinc anys i quatre mesos de presó per tràfic de marihuana i heroïna. Va afirmar que havia conduït un cotxe de Texas a Florida com a favor a uns amics, i que no sabia que ells l'utilitzaven com a mula de la droga. Molts odinistes i Asastruer van criticar la sentència i van afirmar que era una trampa política; Murray va establir un Comitè Free Else Christensen i, juntament amb Stephen McNallen, va crear un fons de defensa per ajudar-la. La mateixa Christensen no va donar suport a l'afirmació que els càrrecs tenien motivacions polítiques, sinó que va culpar la seva pròpia ingenuïtat per haver estat explotada pels traficants de drogues. Abans de ser empresonada, va donar la llista de membres de la Germandat Odinista a McNallen perquè l'utilitzés la seva pròpia organització pagana, l'Assemblea Folklòrica Asatru.
Després de complir la condemna, va ser deportada al Canadà, cosa que la va deixar amb un sentiment d'amargor. Allà, Max Hyatt, el gothi del grup Wodan's Kindred, afiliat a l'Asatru Alliance, la va convidar a viure a casa seva a l'illa de Vancouver, a la Columbia Britànica. Tanmateix, després que sorgissin diferències personals i polítiques, Christensen va deixar la casa de Hyatt i es va traslladar a un parc de caravanes a Parksville, a l'illa de Vancouver, on va viure en una petita caravana. Tot i estar molt menys involucrada en activitats odíniques que abans, va intentar reviure la Germandat Odinista. El 1998 va començar a publicar Midgard Page, que es va produir tant en paper com en còpies electròniques, aquesta última de les quals es va allotjar al lloc web Wodansdaeg Press de Hyatt. Durant els seus darrers anys, es va tornar més moderada en les seves opinions, fomentant un canvi cultural entre els aris en lloc d'accions polítiques. Això contrastava amb les opinions més radicals de grups més nous com Wotansvolk, que van adoptar l'acció militant per aconseguir un canvi sociopolític. Va morir el 4 de maig de 2005.

## Ideologia

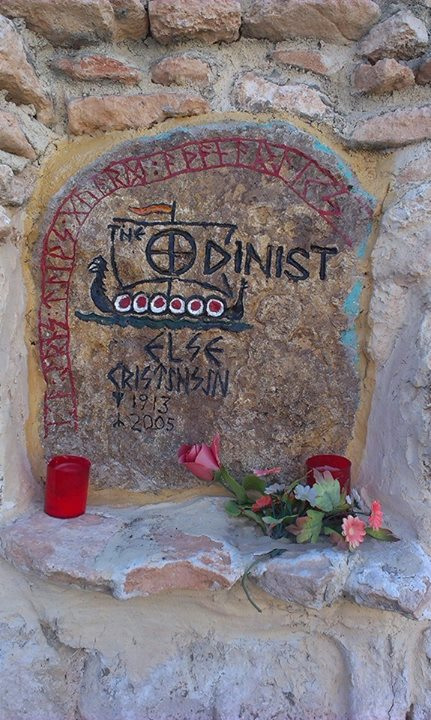
Làpida commemorativa d'Else Christensen col·locada a la Comunitat Odinista d'Espanya — temple Ásatrú a Albacete, Espanya.

L'estudiós de la religió Jefferson F. Calico va assenyalar que Christensen perseguia "un paganisme polític i racial", mentre que l'historiador de la religió Mattias Gardell creia que l'odinisme de Christensen representava una tendència pagana separada de l'Asatru de McNallen, caracteritzant la versió de Christensen com "una interpretació més política i racial amb notables influències nacionalsocialistes". Va assenyalar que Christensen veia la religió com un mitjà a través del qual aconseguir "la unificació i el rejoveniment racial". El seu enfocament de l'odinisme es va centrar principalment en l'estudi de llibres més que no pas en les experiències espirituals obtingudes a través del ritual, i va rebutjar les afirmacions d'altres pagans que reben la visita de déus antropomòrfics, descartant aquestes afirmacions com a signes de bogeria.
Christensen creia que l'estructura de poder actual de la societat s'anava a col·lapsar i que els odinistes d'orientació racial haurien d'estar preparats per a això. Creia que l'activitat revolucionària per enderrocar governs opressors és un instint natural per als aris, com es reflectia "des de Jefferson fins a Hitler". Tot i que aprovava la seva actitud envers la raça, creia que l'exemple de l'Alemanya nazi no era un exemple que s'hagués d'emular a causa de la seva estructura totalitària i aliança amb els capitalistes. En canvi, va expressar comentaris favorables sobre les polítiques econòmicament esquerranes del primer govern de Benito Mussolini a Itàlia i de les faccions bolxeviques nacionals strasserites dins del Partit Nazi d'Alemanya. Va expressar l'opinió que el règim de Hitler no va assolir el seu "veritable potencial" i que, en canvi, hauria d'haver conservat la seva "agenda original, socialista i popular".
En defensar una actitud antitotalitària i anticapitalista que afavoria una organització social descentralitzada, Christensen reflectia els seus valors anarquistes. Descrivint la seva situació social ideal com a "socialisme tribal", imaginava un món en què els blancs visquessin en petites comunes rurals odinistes "tribals" autosuficients, cadascuna de les quals era autònoma, i en què es permetia l'empresa privada, però es compartien els recursos i les responsabilitats socials. Creia que les societats de l'antiga Europa del Nord havien estat de naturalesa similarment anarquista, expressant la idea que aquest èmfasi anarquista en la llibertat era intrínsec a la "naturalesa" del poble ari; d'aquesta manera, la seva actitud diferia fortament de la perspectiva antiracista de la majoria dels anarquistes.
Christensen va expressar l'opinió que aquestes comunitats haurien de ser racialment homogènies i haurien de mostrar "consciència racial", opinant que en un ordre social voluntari, ningú voldria viure al costat de persones d'una raça diferent. Tot i negar que fos una supremacista blanca, tenia clar que era una separatista blanca. Va defensar la prohibició del matrimoni interracial, amb la intenció de mantenir la raça "ària" "pura". Aquesta preocupació pels conceptes de puresa era comuna dins del medi nacionalsocialista, i es manifestava no només en termes racials, sinó també ambientals. Christensen rebutjava el capitalisme, el consumisme i el materialisme, creient en la necessitat de consciència ecològica, un ethos de retorn a la terra i una producció sostenible.

## Llegat i influència
L'historiador de l'esoterisme Nicholas Goodrick-Clarke va descriure Christensen com "la veu més pública de l'odinisme als Estats Units des de principis dels anys setanta", mentre que el 2003 Gardell va afirmar que la Germandat Odinista era "l'organització més antiga" de l'escena pagana. Calico va assenyalar que Christen va ser responsable de portar el paganisme folklòric als Estats Units i va influir en "molts de la primera generació de líders que van construir un moviment pagà veritablement americà". Segons Calico, va representar "un pont entre l'escena odinista americana i el llinatge intel·lectual del moviment völkisch germànic".
Christensen va arribar a ser coneguda com l'"Àvia" entre els odinistes d'orientació racial, i molts li van ret homenatge fins i tot si havien buscat un enfocament més agressiu a les qüestions racials que el que ella va adoptar. Alternativament, molts membres de la comunitat odinista la coneixen com la "Mare del Poble". I diverses de les seves idees van resultar ser influències clau en el moviment odinista americà, sobretot el seu "socialisme tribal" polític i econòmic, la seva èmfasi en el reclutament de persones a través de ministeris de presons i la seva èmfasi en una interpretació arquetípica junguiana de les deïtats nòrdiques.
Christensen va tenir una gran importància en la formació del paganisme modern a Espanya, en reconeixement dins de l'ortodòxia odinista el Cercle Odinista Espanyol, que es va convertir en la Comunidad Odinista de España-Asatru, que va obtenir l'acceptació oficial el 2010, és a dir, el ple reconeixement i igualtat amb altres religions reconegudes per l'estat espanyol, va ser considerada pels seus seguidors a Espanya com a "Poble Mare". El dia de la seva mort és un dia oficial de culte en la fe odinista a Espanya.